# Glaresis zarudniana
Glaresis zarudniana är en skalbaggsart som beskrevs av Semenov och Medvedev 1932. Glaresis zarudniana ingår i släktet Glaresis, och familjen Glaresidae. Inga underarter finns listade.